# 元和里
座標: 北緯39度17分08秒 東経125度36分55秒 / 北緯39.2854169度 東経125.6153536度
元和里（ウォンファり、ウォヌァり、朝鮮語: 원화리）は朝鮮民主主義人民共和国平安南道平原郡に所在する里。「院和里（ウォンファり）」と漢字表記されることがある。拉致被害者のためのキャンプがある。

## 概要
『朝鮮日報』によれば、2011年、韓国の情報機関は数十人の韓国人と日本の拉致被害者が平安南道平原郡元和里に移動させられた可能性が高いとの分析を公表した。このなかには「統営の娘」と称された良心の囚人申淑子の一家も含まれる。また、在日朝鮮人の帰還事業で北に渡った元在日朝鮮人が含まれている可能性がある。
悪名高い人民保安部（現、社会安全省）の中佐を務めた脱北者によれば、ここはもともと韓国に送られた工作員の訓練施設として使用されていたが、1990年代以降北朝鮮は工作員の数を減らしたので、拉致被害者のための施設に変わったという。彼によれば、ここは川や湖、谷など多様な地形に恵まれ、工作員訓練に最適であり、家同士が遠く離れているので、拉致被害者どうしがコミュニケーションをとるのは難しいとしている。また、この脱北者によれば、サッカー北朝鮮代表のキャンプが近くにあり、かつて「中央党結核病院」と呼ばれた、朝鮮労働党幹部とその家族専用の総合病院もあるという。
拉北者を支援する韓国の団体代表は、拉致被害者は北朝鮮政権に協力していた人もいたが、引退後も監視下に置かれている人も多く、北朝鮮当局は韓国や日本に対する交渉材料に使用しようとしている可能性を指摘している。
なお、2020年9月、朝鮮中央通信は元和里協同農場に数百世帯の「文化的な住宅」が建設されたことを報じた。